# Alma de sacrificio
Alma de sacrificio ist ein mexikanischer Film der Filmregisseure Joaquín Coss und Enrique Rosas aus dem Jahr 1917. Der Stummfilm ist ein Melodrama und erzählt die Geschichte der Schwestern Catalina, gespielt von Emilia Ruiz del Castillo, und Rosa, dargestellt von Mimí Derba. Catalina bekommt ein uneheliches Kind, was ihre geplante Hochzeit mit dem Pianisten Luciano gefährdet. Deshalb gibt sich ihre Schwester Rosa als Mutter des Kindes aus und ermöglicht somit die Heirat. Alma de sacrificio wurde von Azteca Films produziert. Die musikalische Begleitung des Films wurde von dem bekannten mexikanischen Komponisten Miguel Lerdo de Tejada geschaffen. Die Filmografia mexicana der Filmoteca de la UNAM führt Coss als einzigen Regisseur des Films.